# 온라인 토론
온라인 토론은 인터넷이 생활과 접목되면서 다양한 분야에서 활용되고 있으며, 교육 현장에서는 인터넷을 통한 학습 방법의 하나로도 이용되고 있다. 실제 토론과 큰 차이점은 없지만 온라인상에서 진행된다는 점이 다르다.

## 온라인 토론의 정의
온라인 토론이란 인터넷이 점차 발전하고 점점 일상 생활의 일부분으로 변해가는 시점에서 자연스럽게 생겨나고 있는 토론의 형태이다.

## 온라인 토론을 통해 얻을 수 있는 효과
온라인 토론을 인터넷을 통한 학습 방법의 일종으로 이용하면, 시간과 공간을 초월하여 학습자들로 하여금 필요한 지식과 정보를 즉각적으로 습득하게 하고, 교수자-학습자, 학습자-학습자 간의 상호작용을 통해 커뮤니케이션 능력을 향상시킬 수 있다. 학습자들은 토론을 통해 주제에 관한 지식을 습득하고, 의사소통 능력도 신장할 수 있다.
이처럼 온라인 토론은 온라인 매체의 특성을 이용하여 상호작용성을 촉진할 수 있으며, 비동시적인 커뮤니케이션 활동을 통해 시공간을 초월한 의사소통을 가능하게 한다. 또한 ‘글로 된 말’ 즉 텍스트 중심의 커뮤니케이션을 통해 글쓰기에도 도움을 줄 수 있다. 나아가 온라인 토론은 비판적/논리적 사고력과 문제 해결력을 증진할 수 있을 것으로 기대된다.
온라인 토론은 주로 중재자가 없는 편이다. 따라서 인신 공격성 키배로 이어지는 문제가 발생할 수 있지만 토론자 스스로가 중재자의 역할을 하면서 동시에 자신의 의견을 말하는 경우가 많다. 그러므로 남의 의견을 귀담아 들을 수 있는 배려심을 기를 좋은 기회로 삼을 수 있다.

## 온라인 토론의 절차
1. 논란이 될 만한 기사 또는 블로그에 개인 의견 글 등이 올라온다
-> ex) '황우석 박사의 줄기세포 연구지원' , '사형제도 찬반' , '교원평가제 찬반', '일제고사 공개여부 찬반', '일제고사 실시 찬반'
2. 그 의견에 관심이 있는 유저들이 그 글을 읽고 답글을 올린다.
-> ex) MB정부의 출범과 함께 정치, 경제, 사회를 비롯한 교육부분에 있어서도 사회는 급속도로 경직화되고 무한경쟁만을 강조하고 있다. 이러한 폭주 속에서 교육은 더욱 경쟁을 부추기며, 학생들과 학교를 서열화하기에 바쁜 형국이다. 현 정부의 교육정책의 전반적인 문제점이 존재하지만, 그중에서 이번 토론과 관련된 주제인 전국단위 진단평가, 즉 일제고사의 실시에 대하여 반대하는 바이다. 첫 번째로, 일제고사는 무한경쟁 속에 빠져 있는 현재의 교육을 더욱 경쟁의 구도로 몰아갈 것이다. 두 번째로, 일제고사의 실시는 학교 간, 지역 간, 학생 간 서열화를 조장할 것이다.
3. 그중 관점이 다른 유저가 글쓴이의 의견을 비판한다.
-> ex) 공교육과 사교육의 차이가 점점 더 커지고, 학교, 지역의 성적 차이가 점점 커지는 상황에서 우리 교육의 지역 차, 학생 차를 객관적으로 알 수 있는 지표가 필요합니다. 일제고사는 그것을 고쳐나가기 위함이라고 생각합니다. 그러기 위해서는, 똑같은 기준으로 국가적 차원에서 모든 학생이 같은 문제를 풀어보는 것이 가장 효율적이고 공정한 방법이라 생각합니다. 그렇기에 진단평가의 점진적이고 계획적인 도입은 필요하다고 봅니다.
4. 글쓴이와 의견을 같이하는 유저들이 그에 대한 반론을 제시하면 토론이 시작된다.
-> ex) 지역 차이를 객관적으로 알 수 있는 지표는 지금으로도 충분합니다. 실제로 전국학생 5%를 표본으로 하여 진단평가가 이제까지 시행되어 왔으며 이를 통해서도 지역 간 교육격차는 충분히 나왔습니다. 그러나 문제는 이러한 이러한 지표가 과연 격차를 줄이는 데 도움이 될까에 대한 의문입니다. 즉 격차를 오히려 공식화함으로써 교육여건이 안 좋은 곳의 아이들과 부모들은 그러한 공식화된 지표 속에서 오히려 패배감만 느끼게 될 것입니다.
5. 유저들은 서로 의견을 존중하고 수렴할 줄 아는 태도를 지니며 자신의 의견을 새롭게 만들어 나간다.
-> ex) 그럴 수도 있겠군요. 그런 문제점을 보안하기 위해서, 청소년의 인성교육을 좀 더 확실히 하고, 일제고사를 치른다면 좀 더 좋은 결과를 얻을 수 있지 않을까 생각합니다.

## 온라인 토론의 실생활
온라인 토론은 정부의 정책 결정에 이용되고 있으며 그 활용분야는 점점 확대되고 있다.
또한 개인의 블로그, 카페, 메신저를 통해, 비슷한 분야에 관심이 있는 사람끼리 활발하게 토론을 벌이고 있는 경우도 있다.
직접적인 토론은 아니지만, 기사에 댓글을 통해 사람들이 토론을 나누는 경우도 있다.
또, 게임사이트 내에서 토론게시판을 운영하여 게이머들의 불만을 잡아내는 경우도 있다.
이처럼 온라인 토론은 점차 활성화되고 있고, 창의적인 방법으로 확대되고 있다.

## 참고 문헌
1. ↑  Dillon, 1997 보관됨 2016-03-15 - 웨이백 머신
2. ↑  안재현,오창우,2008[깨진 링크( 과거 내용 찾기])]